# Abraham Minero Fernández
Abraham Minero (Granollers, 22 de febrer de 1986) és un futbolista professional català que juga actualment al Gimnàstic de Tarragona.

## Carrera esportiva
Sorgit del planter de l'Esport Club Granollers. Jugador polivalent però principalment de banda esquerra, ha anat endarrerint la seva posició amb el pas del temps. La temporada 2010-2011 va signar pel Barça B, provinent de la UE Sant Andreu (amb qui va estar a punt de pujar de categoria). A final de temporada, el club blaugrana no el va renovar i va fitxar pel Reial Saragossa, de La Liga el 2 de juliol, per tres anys. Va debutar a la competició el 28 d'agost, jugant com a titular en una derrota per 0–6 a casa contra el Reial Madrid CF.
El 4 de març de 2012 Abraham va marcar el seu primer gol com a professional, al minut 93, precisament el gol de la victòria per 2–1 a casa contra el Vila-real CF. El 27 de febrer de l'any següent va renovar el seu contracte fins al 2017.
Abraham va jugar 35 partits durant la seva segona temporada, que va finalitzar amb el descens de l'equip. El 2 d'agost de 2014 va fitxar per la SD Eibar, que acabava d'ascendir a primera, amb un contracte de cessió per un any.